# Безукоризненный (эсминец)
«Безукоризненный», с 3 октября 1961 ЦЛ-78 (ПБО-31), с 27 июня 1964 ПКЗ-32 — советский эскадренный миноносец проекта 30-бис Черноморского флота и Северного флота.

## Служба
Эсминец «Безукоризненный» был зачислен в списки кораблей ВМФ 22 июня 1951 года. 29.07.1951 года был заложен на заводе № 445 в Николаеве (заводской № 1117). Спущен на воду 31.01.1952 года, вступил в строй 30.9.1952 года. 19.10.1952 года, подняв Военно-морской флаг, вошел в состав Черноморского флота.
В составе Эскадры Черноморского флота. 29 марта 1953 года в составе эскадры Черноморского флота была сформирована 150-я бригада эскадренных миноносцев, куда вошли пять эсминцев проекта 30-бис включая «Безукоризненный».

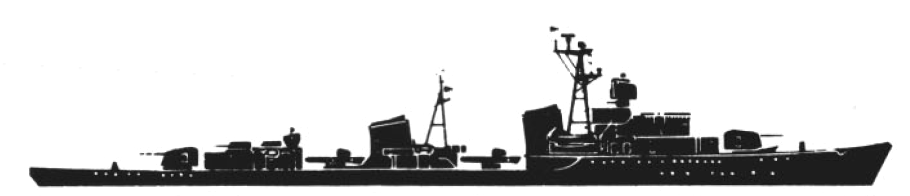
Проект 30-бис. Таблица распознавания НАТО, 1987

В июне 1956 года отряд кораблей под флагом командующего флотом адмирала В. А. Касатонова провел дружеские визиты в Средиземном море. В отряд вошли крейсер «Михаил Кутузов», эсминцы «Безукоризненный» и «Бессменный». 31 мая — 4 июня 1956 года был нанесён визит в Сплит (Югославия). 5-10 июня 1956 года отряд зашёл в Дуррес, Албания.
Возвратившись в Чёрное море, корабли включились в очередное общефлотское учение, в ходе которого отрабатывались артиллерийские удары по корабельным соединениям вероятного противника, отражались налеты авиации, атаки подводных лодок и торпедных катеров. При подходе к берегу, корабли уклонялись от условного огня береговых батарей.
30.08-03.09.1957 года посетил в Дуррес (Албания).
В 1957 году отряд кораблей Черноморского Флота под флагом командующего эскадрой Черноморского Флота контр-адмирала В. Ф. Чалого в составе крейсера «Михаил Кутузов», эсминца «Безукоризненный» и двух сторожевых кораблей, впервые пройдя Черное и Средиземное моря, вышел в Атлантический океан, обогнул Европу. С подходом к берегам Норвегии отряд расстался со сторожевыми кораблями идущими в Североморск, пожелав им «Счастливого плавания». Крейсер и эсминец продолжили плавание по маршруту Севастополь – Таллинн – Ленинград для участия в параде в День Военно-морского флота приуроченного к 40-й годовщине Октябрьской революции. 
В конце лета 1958 года Черноморский флот был проверен инспекторами Министерства обороны во главе с маршалом К. К. Рокоссовским. На эскадре инспекторской проверке подверглись крейсер «Ворошилов», эсминцы «Безукоризненный», «Бесстрашный» и «Безотказный».
В 1958 году «Безукоризненный» завоевал пять призов: приз по минной постановке; артиллерийской стрельбе с одновременным использованием торпедного оружия; приз командующего флотом и приз Главкома ВМФ по совместной артиллерийской стрельбе. Электромеханическая часть корабля была призвана лучшей боевой частью на флоте. Призы вручал командующий эскадрой Черноморского флота контр-адмирал В. Ф. Чалый. 
18 июля 1960 года был перечислен в состав Северного флота. Корабль-лаборатория, участвовал в обеспечении ядерной программы на полигоне Новая земля. 3 августа 1961 года выведен из боевого состава, разоружен и переклассифицирован в плавучую ракетно-техническую базу ПБО-31, 29 мая 1964 года переформирован в ПКЗ-32.
3 января 1967 года был исключен из списков судов ВМФ в связи с передачей в ОФИ для демонтажа и реализации. В 1967—1968 годах на базе «Главвторчермета» в Мурманске был разделан на металл.

## Командиры
- 1953 - капитан 3-го ранга Иван Паршин.
- 1957 - капитан-го 3 ранга И. Журавлев[2].